# كريستينا بويرمان
كريستينا بويرمان (بالإيطالية: Cristina Bowerman)‏ هي طاهية إيطالية، ولدت في 5 أكتوبر 1966 في تشيرينيولا في إيطاليا.